# Saif al-Arab al-Gaddafi
Saif al-Arab al-Gaddafi (arabisch سيف العرب القذافي, DMG Saifu l-ʿArab al-Qaḏḏāfī; * wahrscheinlich 1982 in Tripolis; † 30. April 2011 ebenda) war der sechste Sohn von Muammar al-Gaddafi und seiner zweiten Frau Safaja Farkash. Er galt als eines der weniger einflussreichen Kinder des libyschen Diktators (Gaddafi hatte sechs Söhne und eine Tochter).

## Leben
2006 kam Saif al-Arab mit einem italienischen Touristenvisum nach München, benötigte für ein geplantes Studium aber ein nationales Visum zum Daueraufenthalt. Nach Auskunft der Justizministerin Beate Merk (CSU) sei wegen der „erheblichen außenpolitischen und außenwirtschaftlichen Interessen der Bundesrepublik in Libyen“ auf die Einholung dieses Visums verzichtet worden.
Zwischen November 2006 und Juli 2010 waren zehn Verfahren und ein Vorermittlungsverfahren bei der Staatsanwaltschaft gegen ihn anhängig, wie das Nachrichtenmagazin Der Spiegel unter Berufung auf das bayerische Justizministerium berichtete. Die Vorwürfe umfassten Bedrohungen, Fahren ohne Führerschein, Alkoholfahrten, Waffenschmuggel, Anstiftung zum Mord und Körperverletzung. Die meisten Verfahren wurden von der Justiz eingestellt, in einzelnen wurde er zu Geldstrafen verurteilt.
Der Münchner Polizeipräsident Wilhelm Schmidbauer war öffentlicher Kritik ausgesetzt, nachdem bekannt geworden war, dass er sich von Saif al-Arab Gaddafi im Münchner 5-Sterne-Hotel Bayerischer Hof zum Essen hatte einladen lassen. Die Bayerischen Grünen erhoben den Vorwurf, dass die Einstellung zahlreicher Ermittlungsverfahren mit den mutmaßlich guten Beziehungen zu tun hatte, die er zum Polizeipräsidium München pflegte und stellten aus diesem Grund mehrere parlamentarische Anfragen. Zum Umfang seines damaligen Diplomatenstatus siehe im Hauptartikel Diplomatenstatus.
Zeitweise war Saif al-Arab in Zorneding wohnhaft gemeldet, wo er bei einer Baumaschinenfirma angestellt war. Nachdem er Deutschland verlassen hatte, erklärte das Bayerische Innenministerium, dass seine Niederlassungserlaubnis erloschen sei. Ferner erhielt er ein Einreiseverbot.
Am 30. April 2011 wurde Saif al-Arab al-Gaddafi zusammen mit drei der Enkel Muammar al-Gaddafis bei einem Luftangriff der NATO auf Bab al-Aziziya, die Residenz seines Vaters in Tripolis, im Rahmen des internationalen Militäreinsatzes in Libyen nach libyschen Angaben getötet. Der apostolische Vikar von Tripolis, Bischof Giovanni Innocenzo Martinelli, sowie ein französischer Arzt bestätigten seinen Tod.